# Aphilesthes
Aphilesthes is een kevergeslacht uit de familie van de boktorren (Cerambycidae). De wetenschappelijke naam van het geslacht werd voor het eerst geldig gepubliceerd in 1881 door Bates.

## Soorten
Aphilesthes is monotypisch en omvat slechts de volgende soort:
- Aphilesthes rustica Bates, 1881